# Crossodactylus bokermanni
Crossodactylus bokermanni är en groddjursart som beskrevs av Ulisses Caramaschi och Sazima 1985. Crossodactylus bokermanni ingår i släktet Crossodactylus och familjen Hylodidae. IUCN kategoriserar arten globalt som otillräckligt studerad. Inga underarter finns listade i Catalogue of Life.